# Reggio d'Émilie
Pour les articles homonymes, voir Reggio.
Reggio d'Émilie (en italien : Reggio nell'Emilia /ˈrɛd.d͡ʒo nel.l‿eˈmi.lja/  ou plus couramment Reggio Emilia ; en dialecte reggiano (egl) : Rèz ; anciennement nommé Rhège en Émilie en français) est une ville italienne d'environ 169 000 habitants, chef-lieu de la province de Reggio d'Émilie, en Émilie-Romagne (Italie).

## Toponymie
Son nom latin est Regium Lepidi (d'après Lépide, fondateur de la ville et de la voie qui donne son nom à la région). Après la conquête lombarde au VIe siècle, la ville change son nom en Reggio de Lombardie. Ce nom est officiellement retenu pendant toute l'existence du duché de Modène et Reggio, jusqu'à l'annexion des territoires des Este au royaume de Sardaigne en 1859.

## Géographie
Reggio d'Émilie est située le long de la voie émilienne et de l'autoroute A1 Milan-Bologne, entre les villes de Parme et de Modène.
La voie émilienne est située entre la plaine du Pô à une altitude variant de 29 à 135 mètres (58 m devant la mairie), intensément cultivée mais aussi riche d'installations industrielles, et les premières ondulations de l'Apennin reggiano. Cette chaîne a sa montagne plus haute dans la province de Reggio au Monte Cusna (2 121 m). Une montagne très caractéristique pour son aspect et son histoire géologique est la Pietra di Bismantova (1 047 m).

Grandes villes voisines :
- Bologne 61 km, aéroport
- Milan 142 km
- Parme 27 km, aéroport
- Modène 21 km
- Florence 115 km
- Padoue 125 km
- Vérone 87 km, aéroport
- Brescia 85 km, aéroport
- Lucques 97 km, aéroport

## Le centre-ville
Riche centre industriel et commercial sur la Via Emilia, Reggio est la ville natale de l'Arioste (Ludovico Ariosto, 1474-1533) et du paysagiste Antonio Fontanesi (1818-1882). Comme Modène et Ferrare, Reggio a appartenu à la famille d'Este de 1409 à 1796.
Sur la piazza Prampolini, cœur politique, religieux et commerçant de la ville, s'élèvent la cathédrale, de fondation antique, mais remaniée au XVe siècle, le baptistère roman et l'hôtel de ville, avec sa tour du Bordello (XVe siècle). À droite de la cathédrale, la pittoresque via Broletto, très animée, conduit à la piazza San Prospero, dominée par la façade du XVIIIe siècle et le clocher inachevé de la "Chiesa San Prospero", église dont la coupole de l'abside recèle un beau cycle de fresques de Procaccini et de Campi, ainsi que de précieuses stalles marquetées.
La "Madonna della Ghiara" est une belle église érigée au début du XVIIe siècle à la suite d'un évènement miraculeux. Elle recèle un intérieur aux splendides fresques, retables et peintures sur bois, qui forment une magnifique anthologie de la peinture émilienne du XVIIe siècle. Parmi les œuvres les plus importantes, notons le tragique "Christ en croix" du Guerchin.
Le centre historique a la forme d'un hexagone allongé, traversé par la voie Émilienne. Les monuments principaux sont le théâtre municipal (néoclassique), les basiliques Renaissance et baroque de Saint-Prosper et de la Vierge de la Ghiara, le dôme et nombre de palais.
Les places de la ville sont intéressantes ainsi que les rues toutes en arcades (piazza del duomo, piazza del Monte, piazza San Prospero et piazza Fontanesi). La via Emilia est bordée de palais.
Dans la salle des honneurs de l'hôtel de ville (XVIIe siècle) se trouve le premier drapeau tricolore de la République cisalpine.

## Histoire

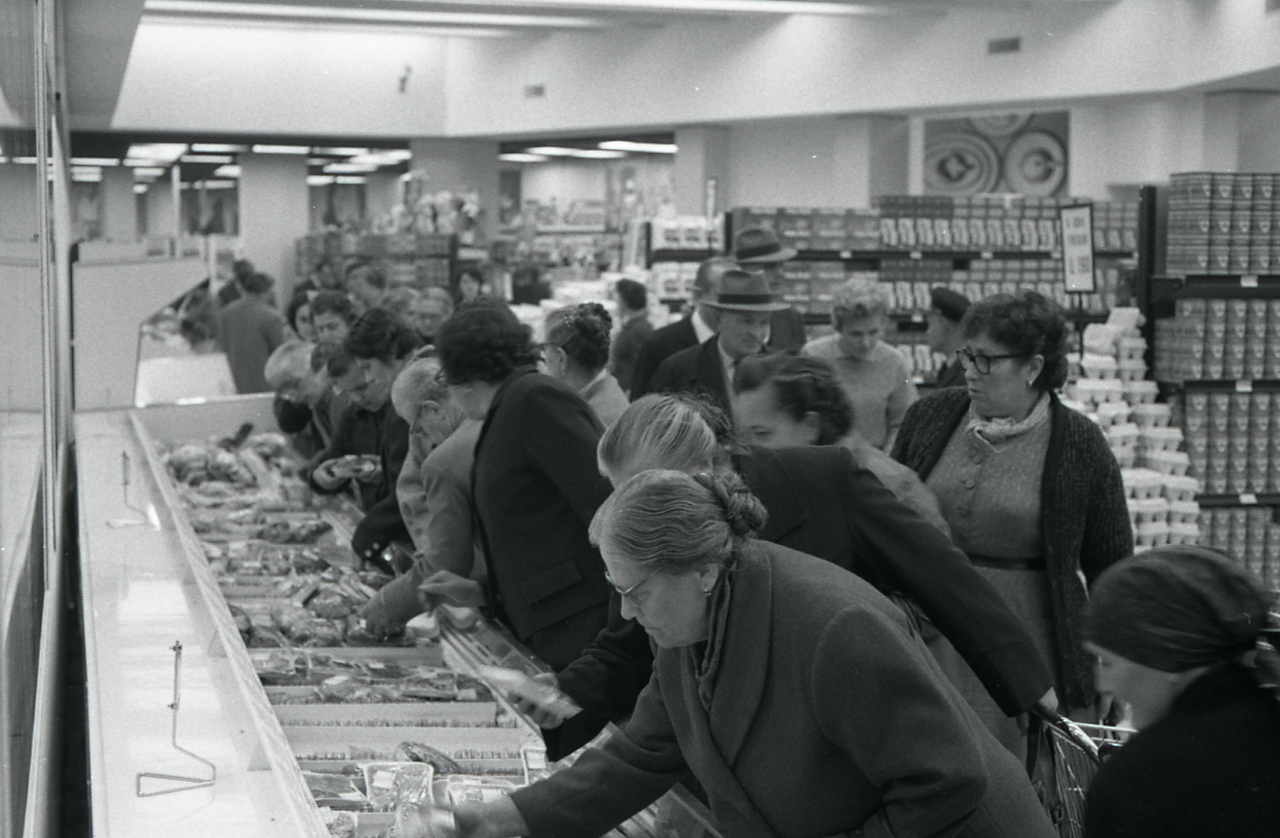
Inauguration du Coop de Reggio d'Émilie en 1963. Photographie par Paolo Monti.

Au moment de sa fondation par le général romain Lépide, Rhegium Lepidi appartenait à la Gaule cisalpine, dans le territoire des Boïens. Par la suite, après l'intégration de la Gaule cisalpine à l'Italie romaine, elle fit partie de la région VIII, Aemilia. Lors des invasions barbares, en 409 elle fut détruite par les Goths, quelques siècles plus tard elle fut relevée par Charlemagne. Devenue l'une des républiques lombardes au Moyen Âge, elle finit par tomber sous la domination de la maison d'Este en 1290.
Elle fut prise par les Français en 1702, par le prince Eugène de Savoie-Carignan en 1706 et par le roi de Sardaigne Charles-Emmanuel III en 1742.
Au XIXe siècle, Reggio fit partie de la République cispadane, puis cisalpine, où elle fut le chef-lieu du département du Crostolo. Napoléon Ier donna le titre de duc de Reggio au maréchal Oudinot.
Le congrès de Vienne donna Reggio au duc de Modène. En 1831, une révolte y éclata, Carlo Zucchi prend la tête d'une troupe et, le 7 mars, est nommé chef du gouvernement provisoire, qui fut aussitôt réprimée par les Autrichiens. Elle fut ensuite rattachée au royaume de Sardaigne et finalement à celui d'Italie.
Au XXe siècle, après la Seconde Guerre mondiale, Reggio fut gouvernée à la majorité absolue par le Parti communiste italien, ce qui lui valut comme au reste de la région l'épithète de « rouge ». Depuis les années 1990, elle est dirigée par la coalition de l'Olivier.
Voir aussi :
- Duché de Reggio
- Duché de Modène et Reggio
- Liste des ducs de Modène et Reggio

## Monuments

### Places et rues
- via Æmilia - Via Emilia Santo Stefano et Via Emilia San Pietro
- Corso Garibaldi (autrefois Corso della Ghiara)
- Via Roma (autrefois Via Santa Croce)
- Piazza del Duomo (nom officiel Piazza Prampolini), ou encore grand-place
- Piazza San Prospero, dite aussi petite place
- Piazza del Monte
- Piazza Fontanesi
- Piazza della Vittoria
- Piazza Martiri del 7 luglio

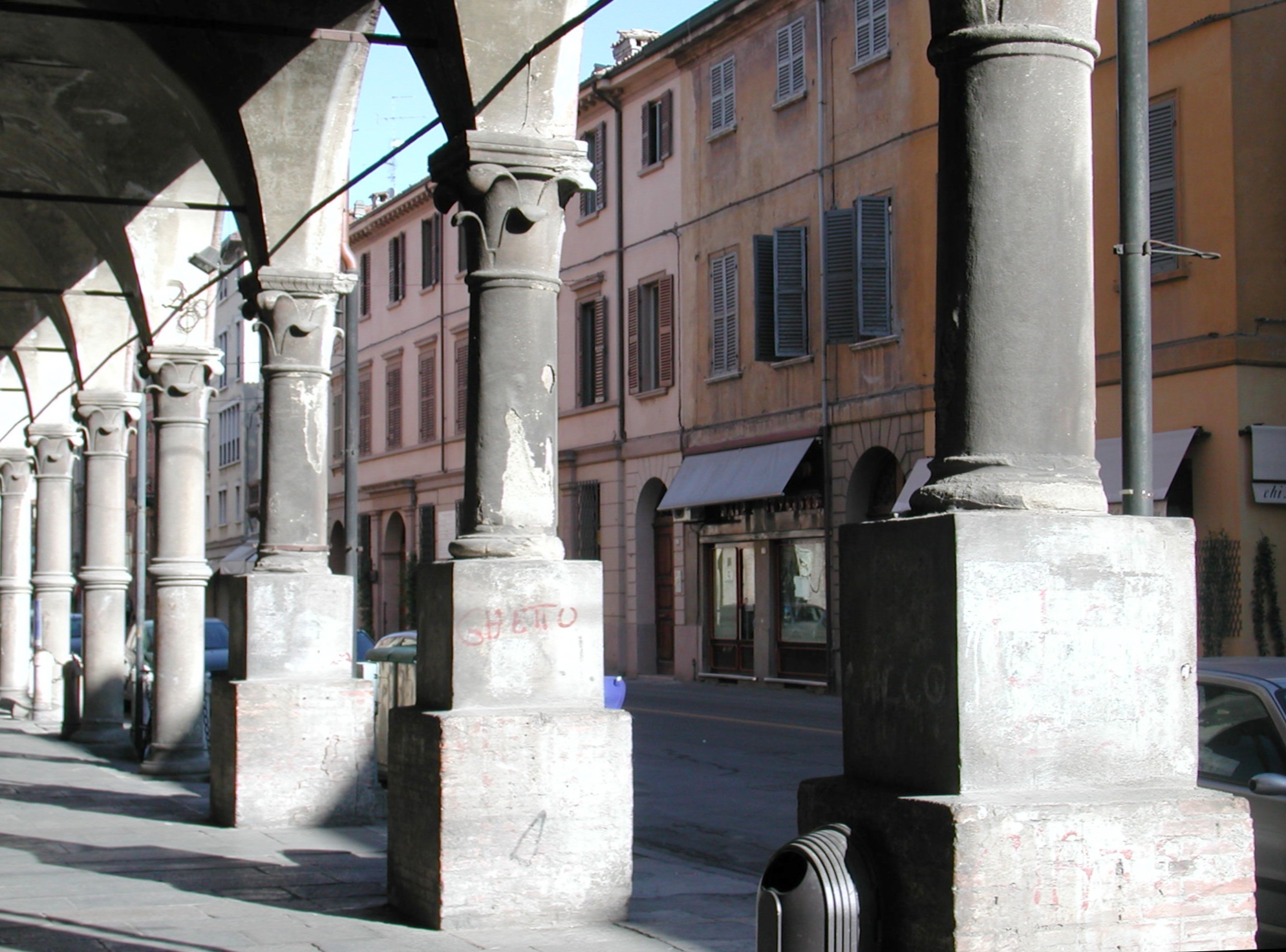
Via Emilia.
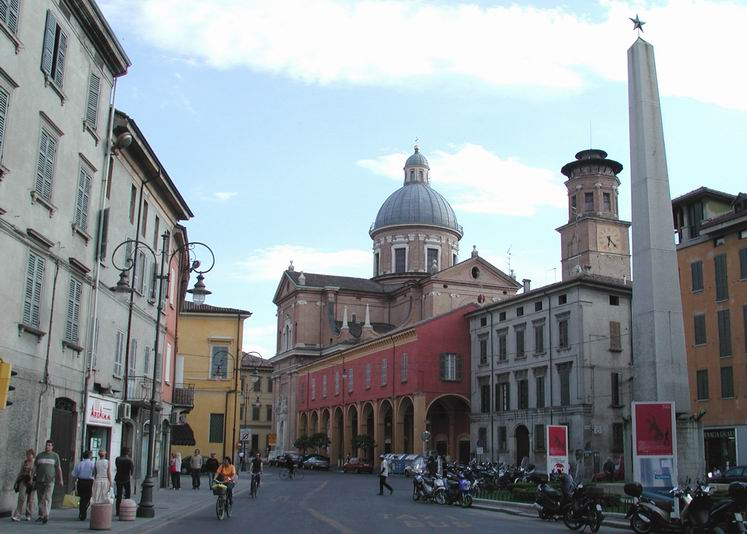
Corso Garibaldi.
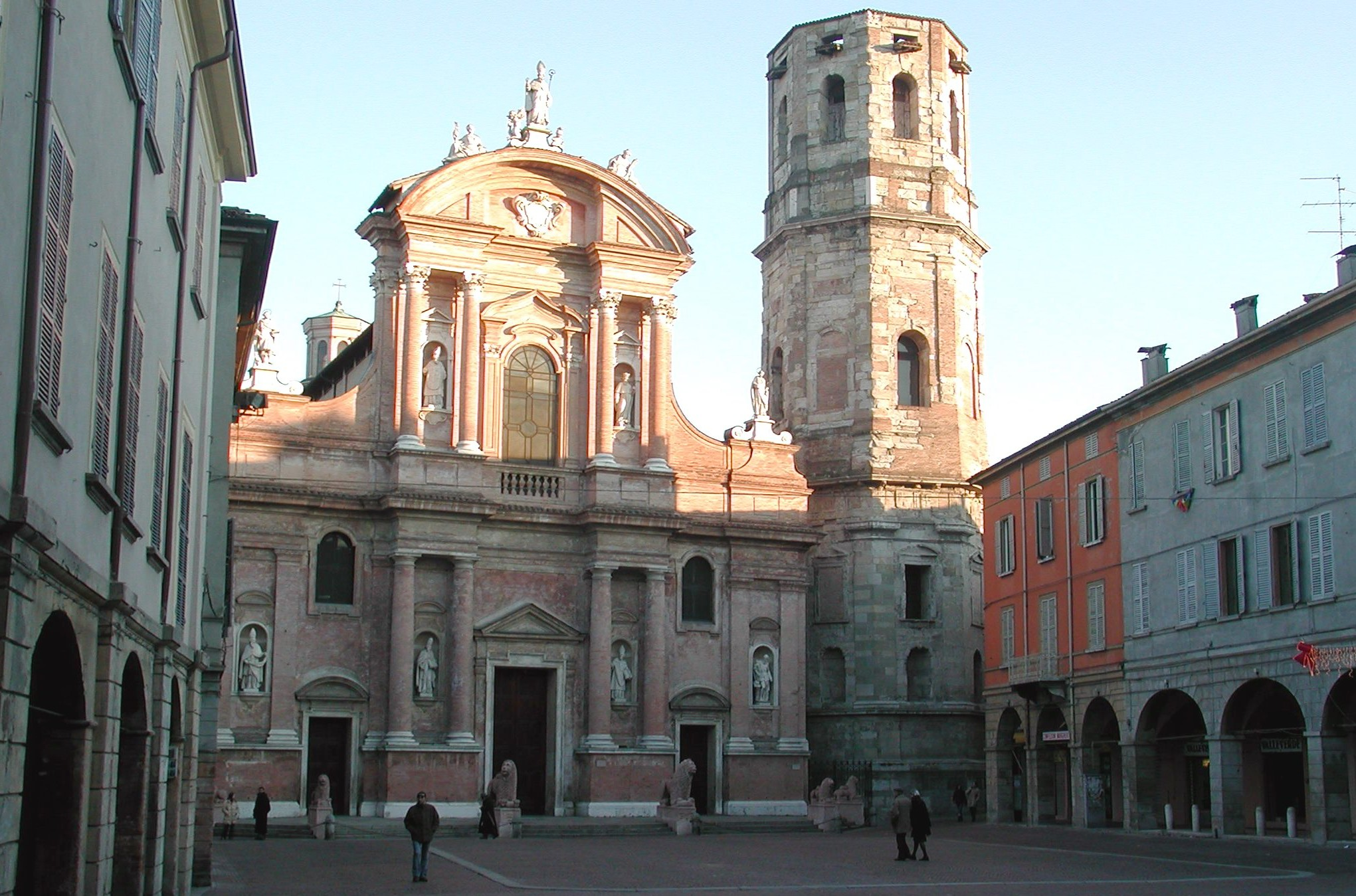
Piazza San Prospero.
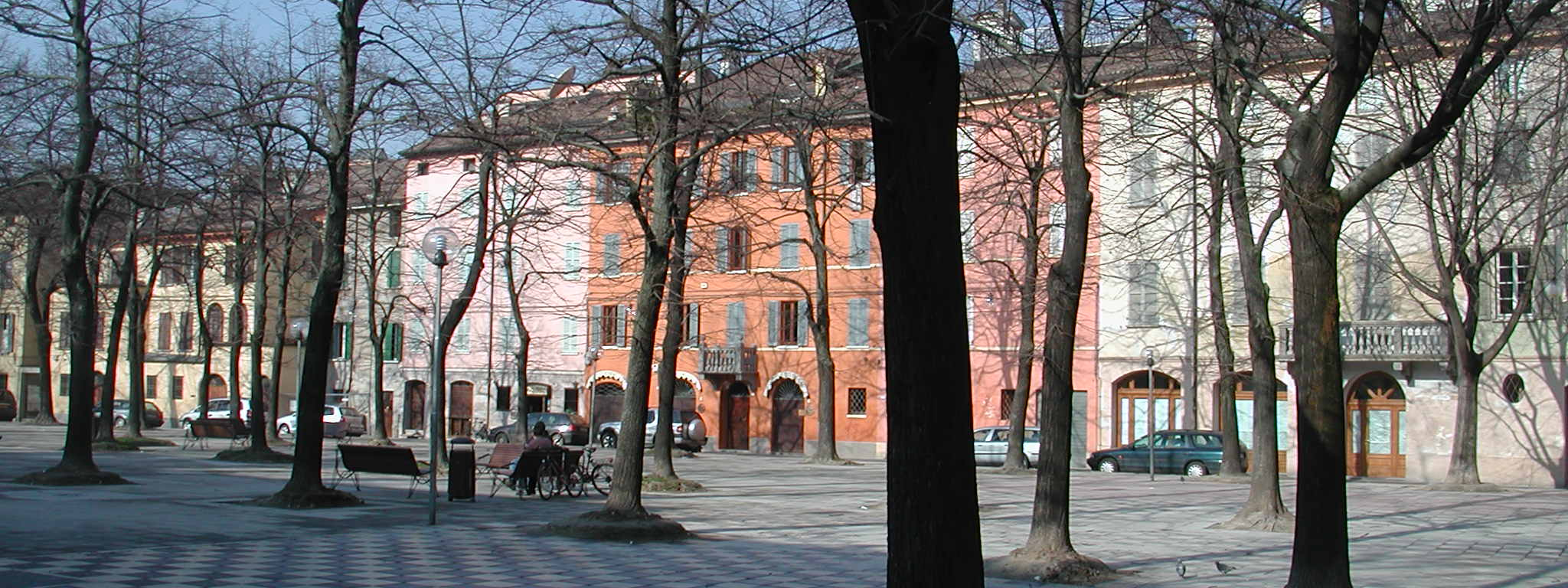
Piazza Fontanesi.
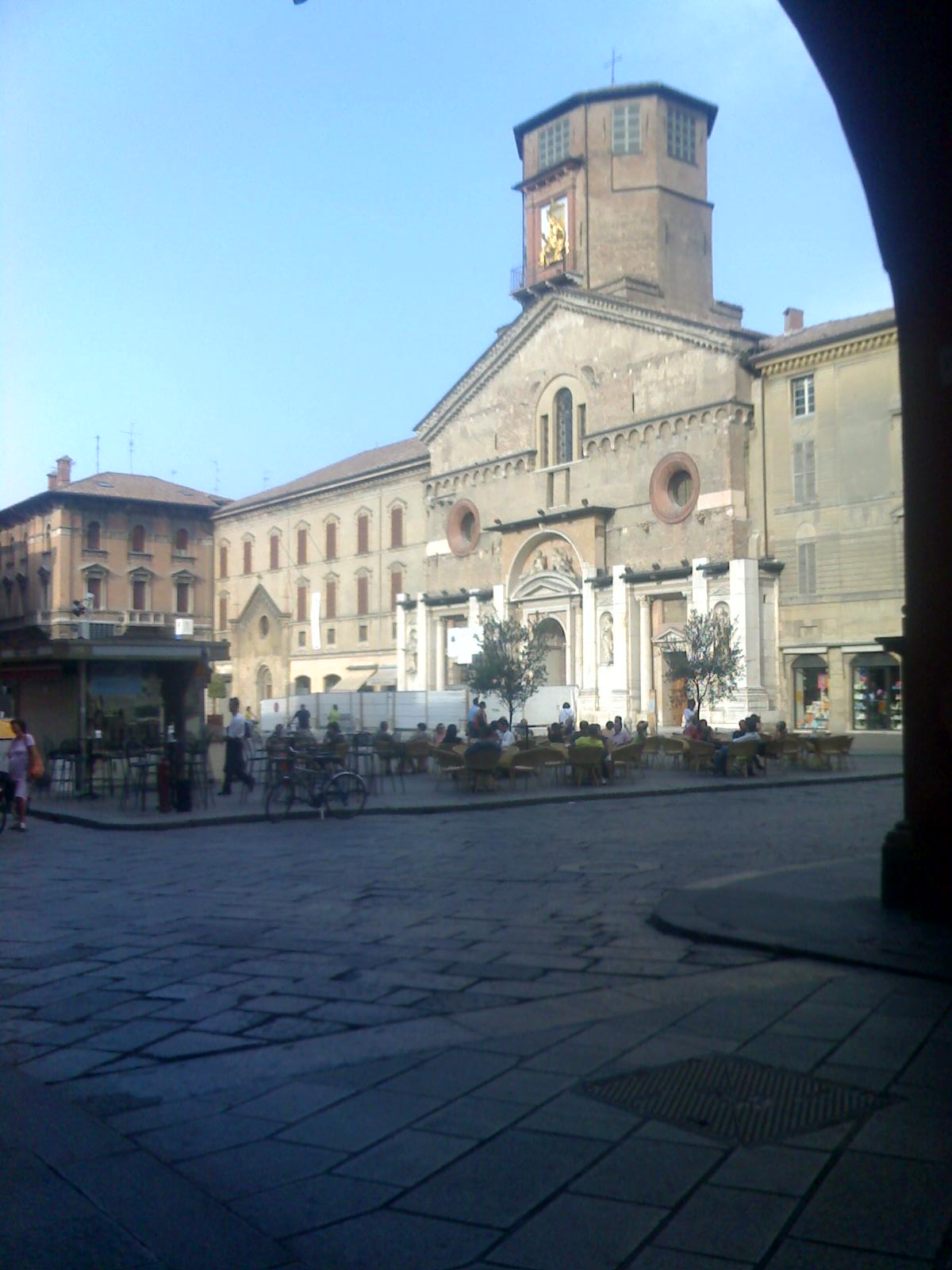
Piazza del Duomo.

### Édifices religieux

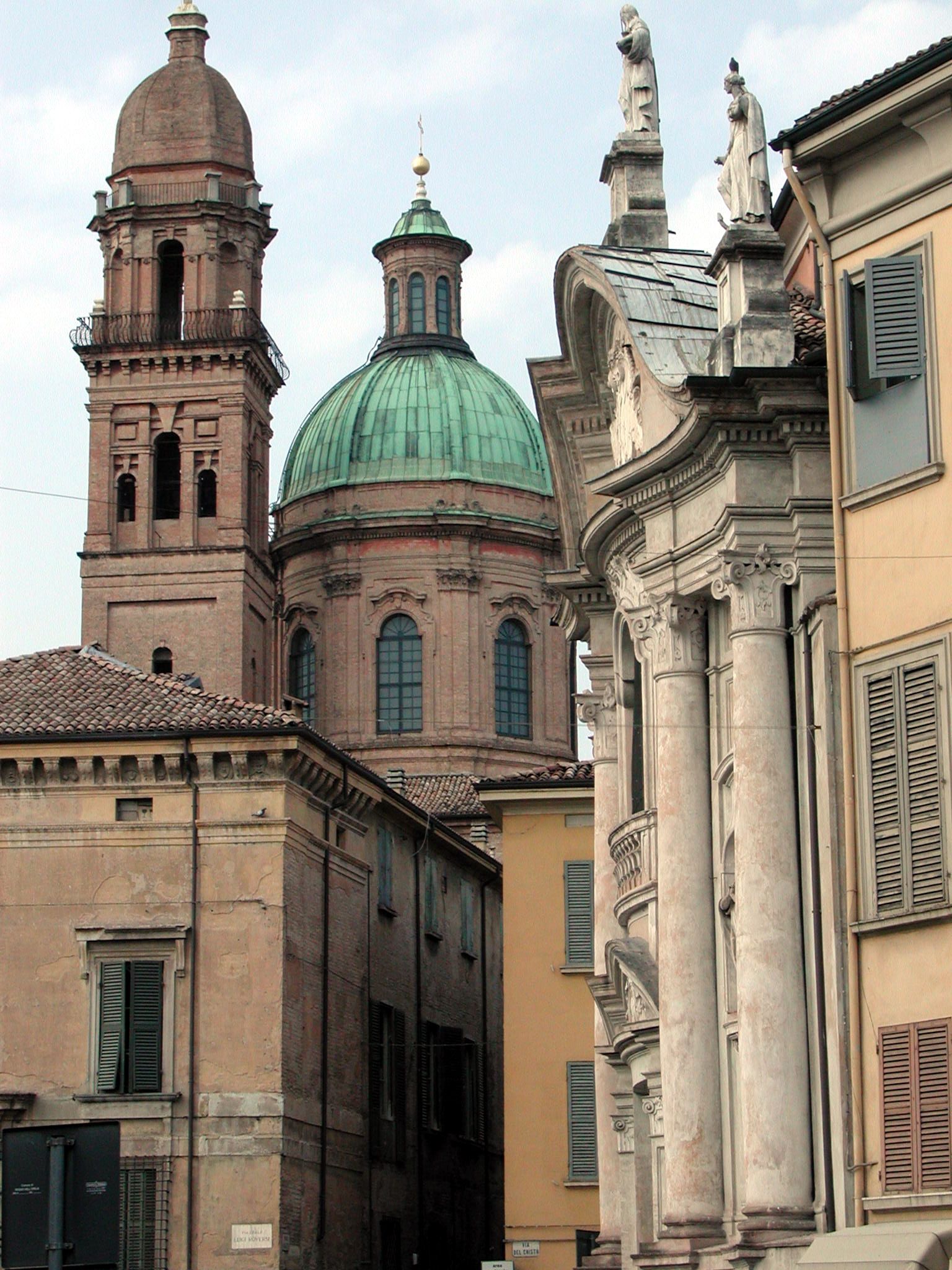
L'église Saint-Georges avec l'oratoire du Christ.

- Cathédrale Sainte-Marie-de-l'Assomption (Duomo)
- Basilique San Prospero
- Basilique Notre-Dame de la Ghiara
- Oratoire du Christ
- Église Saint-Pierre
- Église Saint-Étienne
- Église Saint-Jean-l'Évangéliste (San Giovannino)
- Église Saint-Jean-Baptiste
- Église Saint-Georges
- Église Saint-Augustin
- Église Saint-Spiridion
- Église Saint-Dominique
- Église Saint-Zénon
- Église Saint-Nicolas (Nicolò)
- Église Saint-Charles-et-Sainte-Agathe
- Église Sainte-Thérèse
- Église Saint-Jérôme
- Église Saint-François
- Synagogue

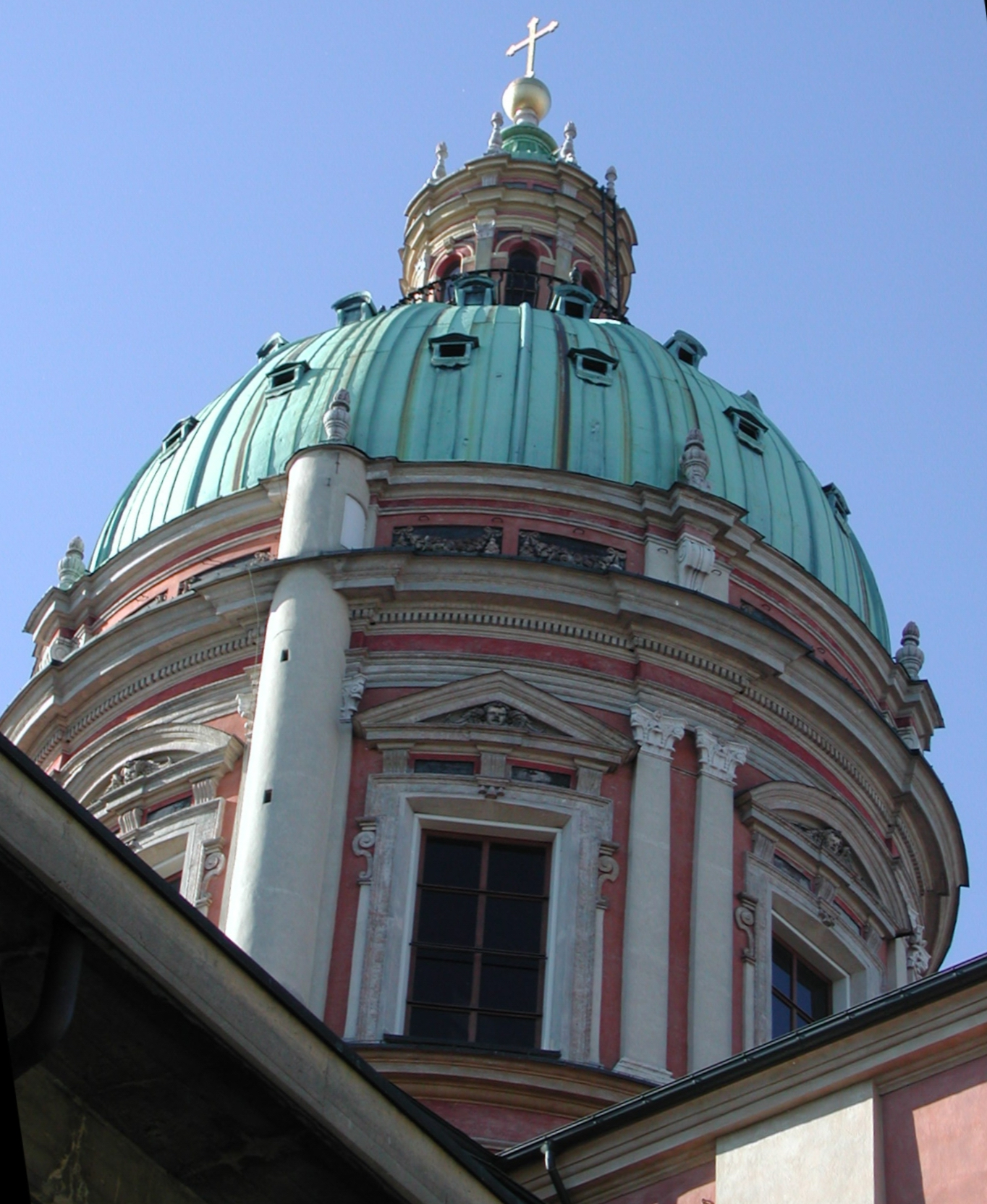
Coupole de l'église San Pietro.
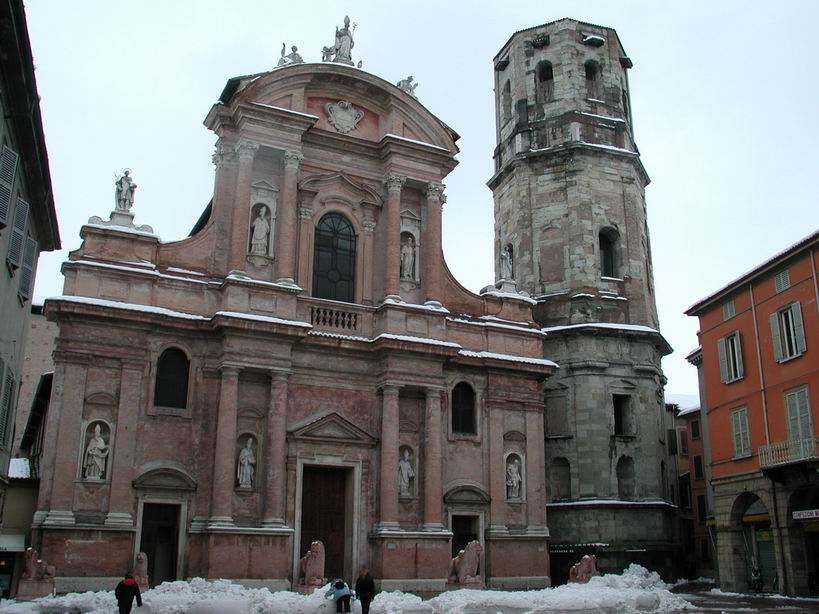
Basilique San Prospero.
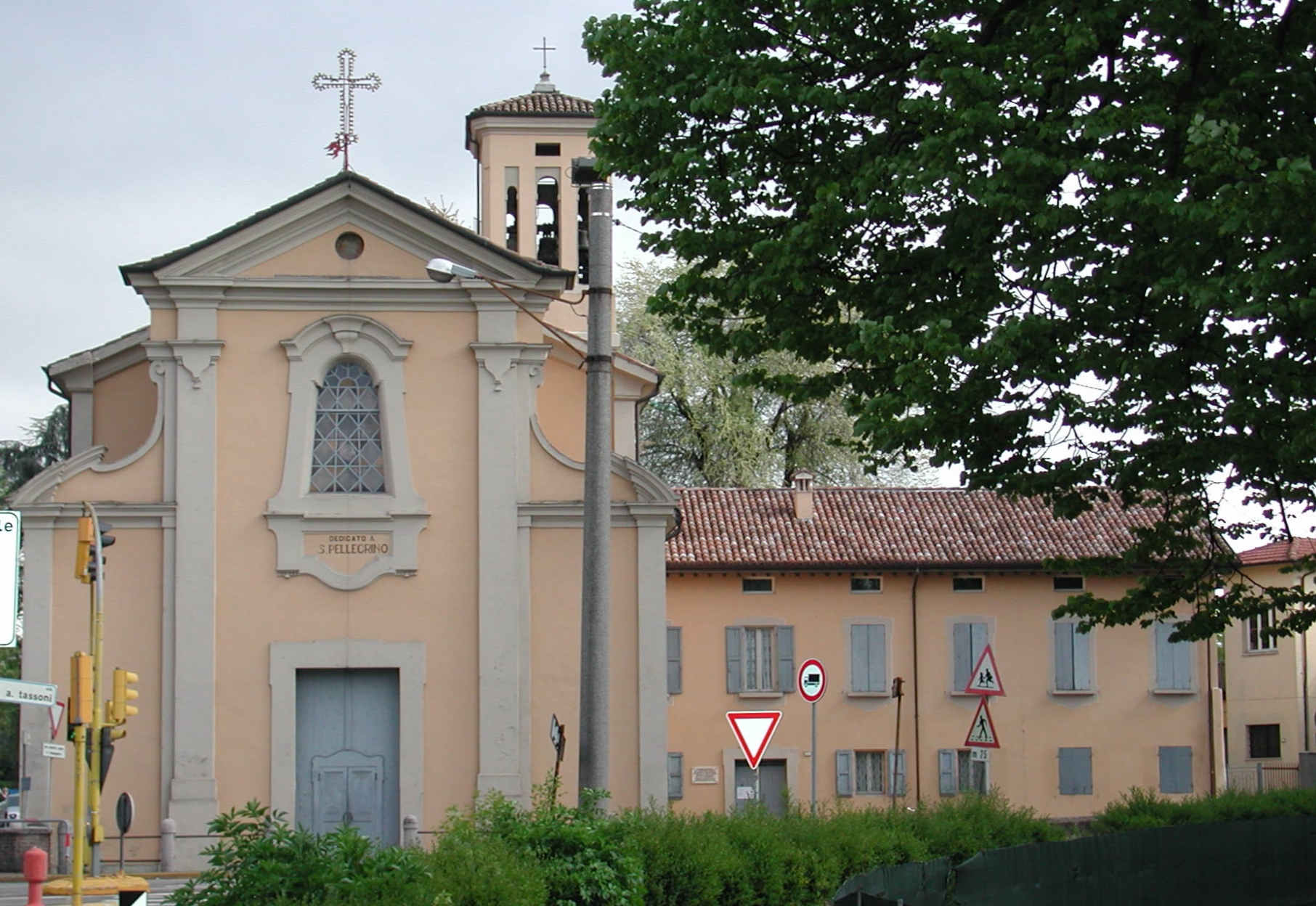
San Pellegrino.
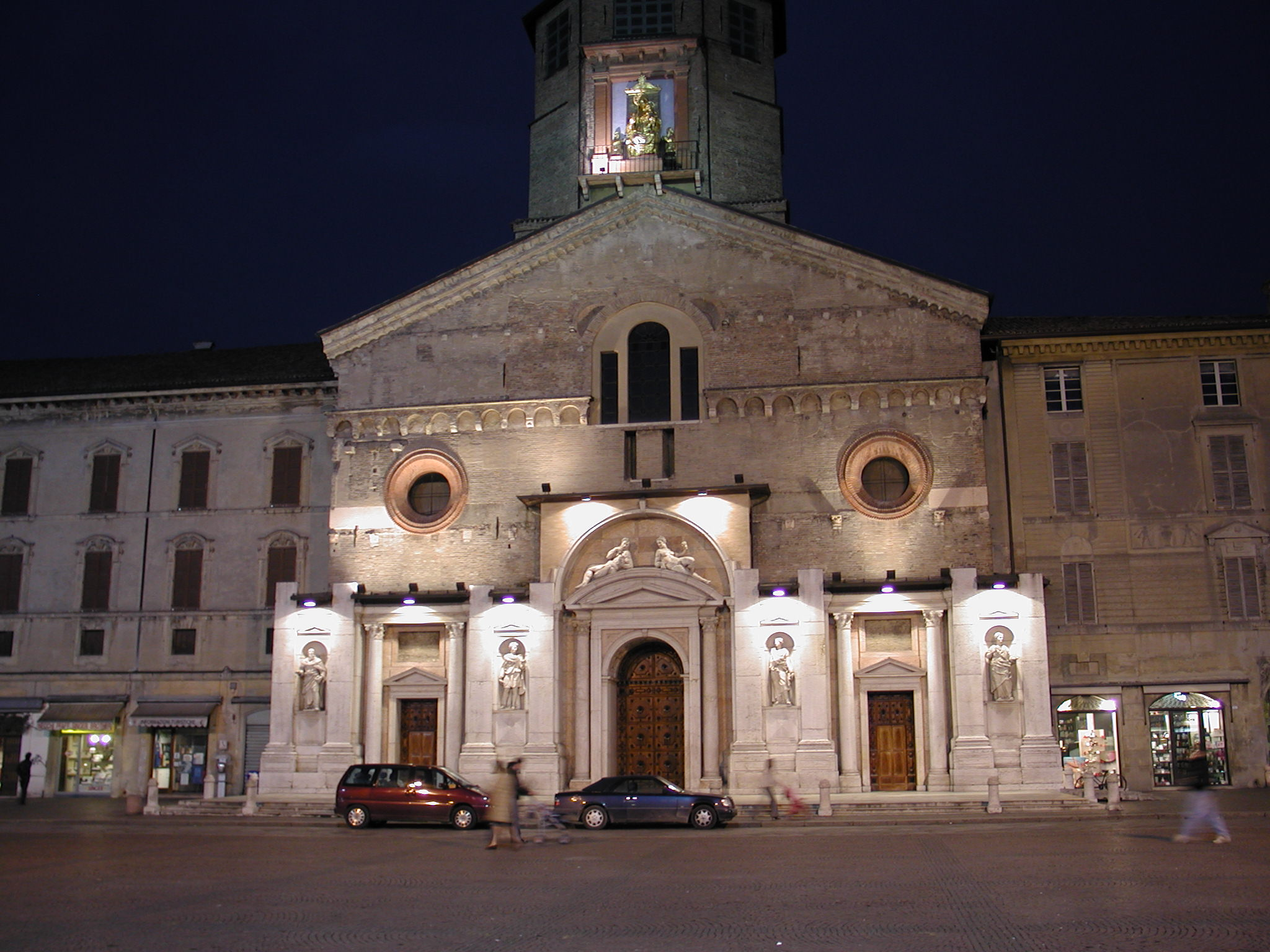
La cathédrale de nuit.
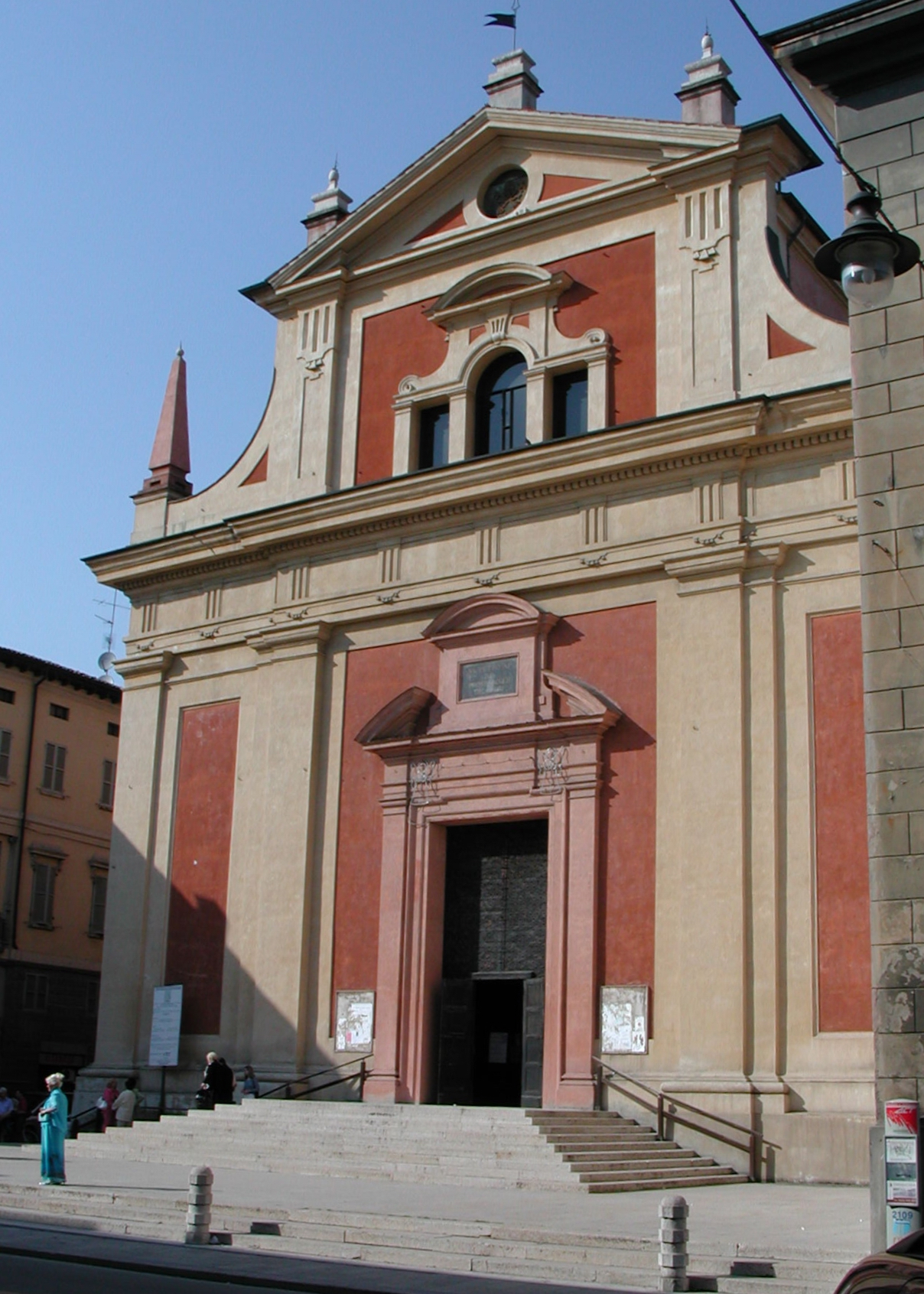
San Pietro.
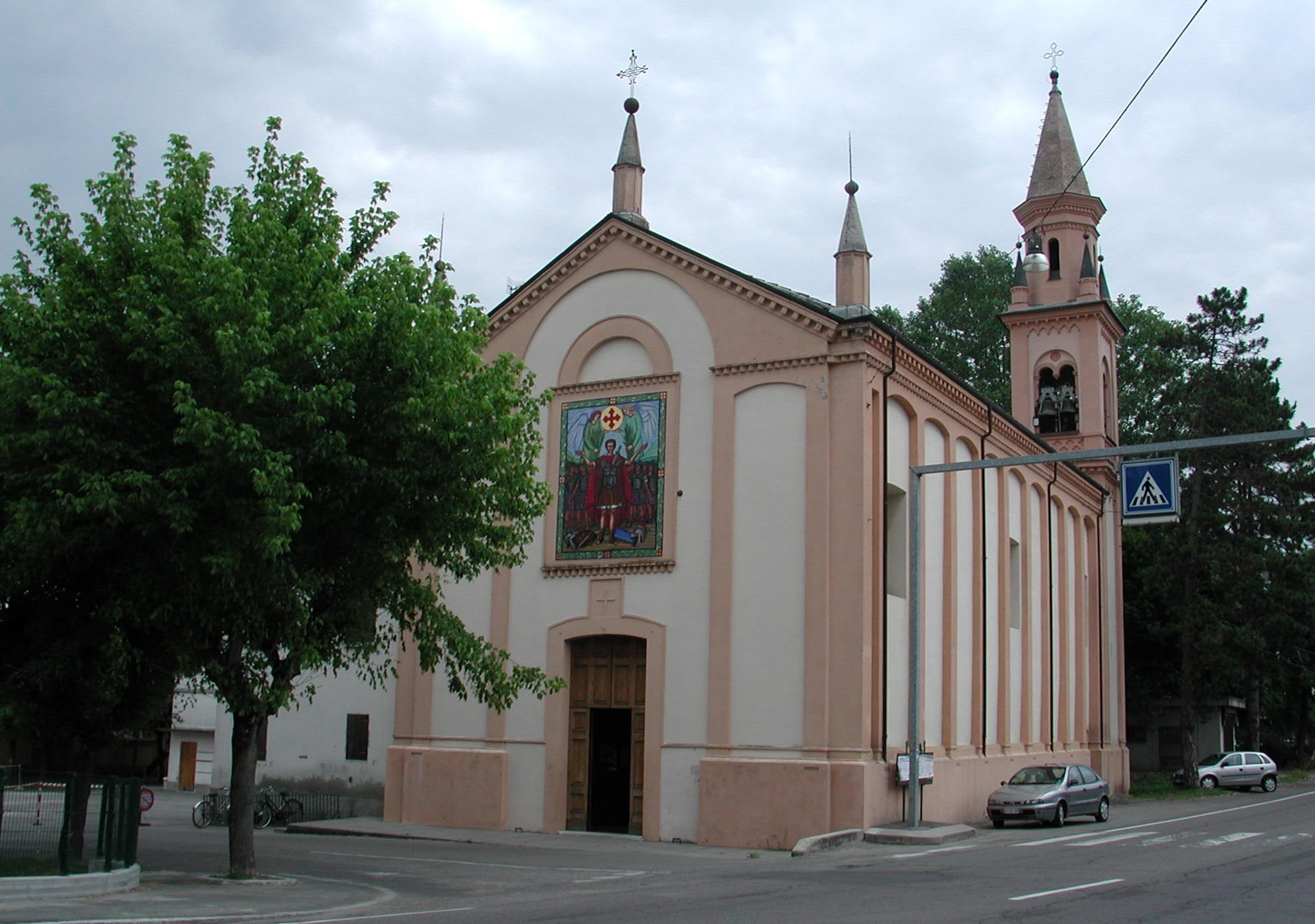
San Maurizio.

### Palais
- Palais Ducal
- Palais del Monte
- Palais Bussetti
- Palais Guicciardi (Trivelli)
- Palais Corbelli
- Palais Masdoni
- Palais Ancini
- Palais Da Mosto
- Palais Ruini
- Palais Cassoli
- Palais Fossa
- Palais Magnani
- Palais San Giovannino
- Palais des Canonici
- Palais de l'évêché
- Hôtel de ville

### Théâtres
- Théâtre municipal de Reggio d'Émilie Romolo-Valli[3]
- Théâtre Ariosto
- Théâtre Cavallerizza

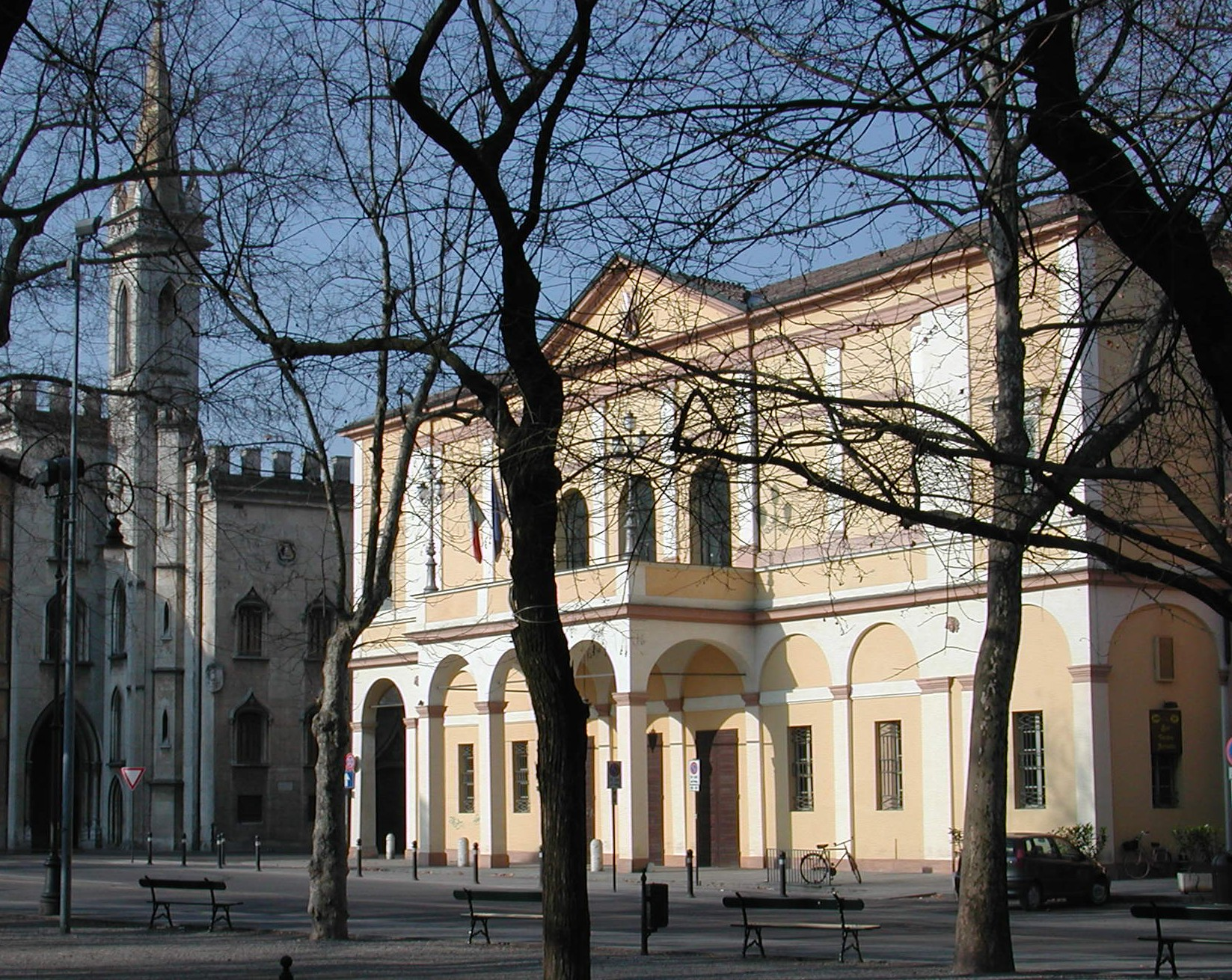
Théâtre Ariosto.
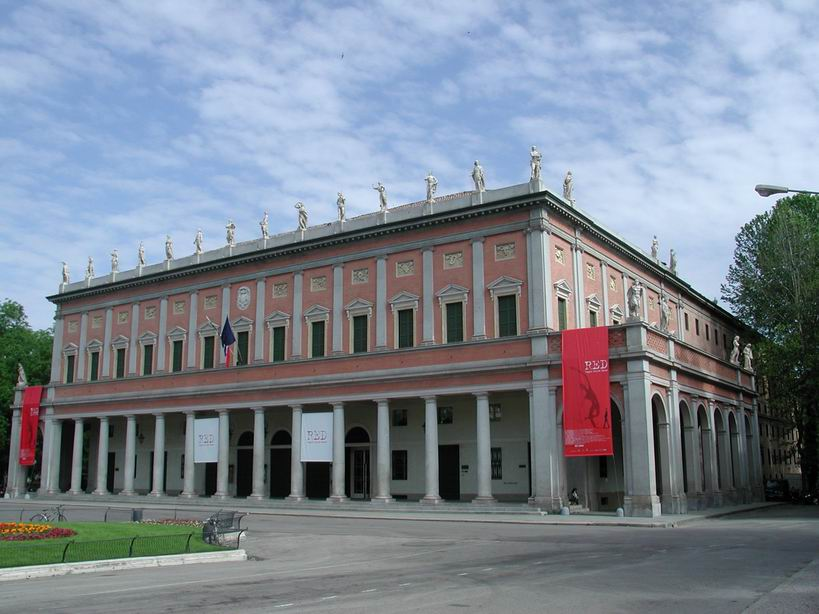
Théâtre municipal.
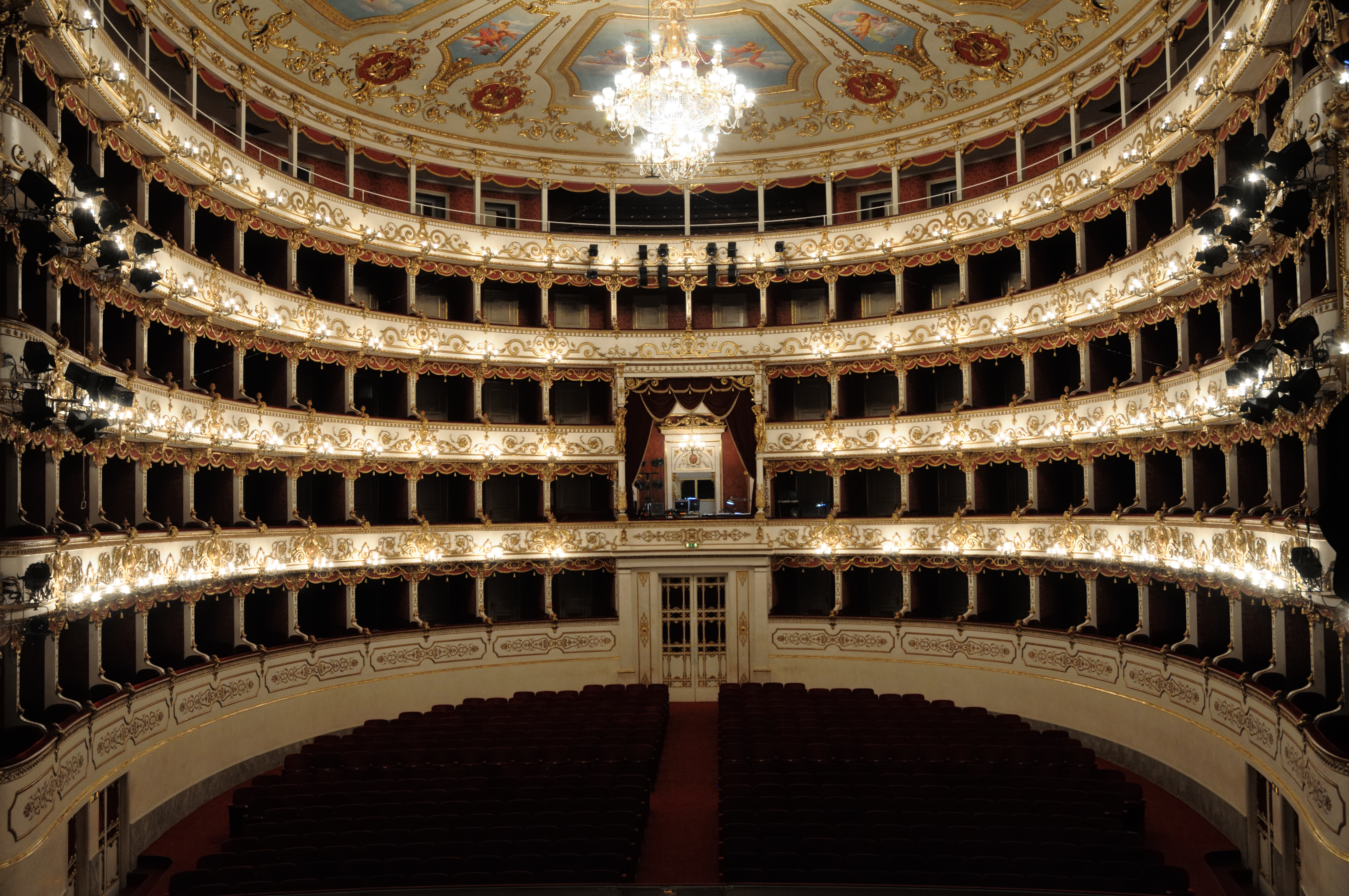
Théâtre municipal.

### Musées
- Musées Civiques (Musei Civici)
- Galleria Parmeggiani (Pinacoteca)
- Musée du Tricolore (Musée du Drapeau National Italien)
- Collezione Maramotti (Art moderne)[4]

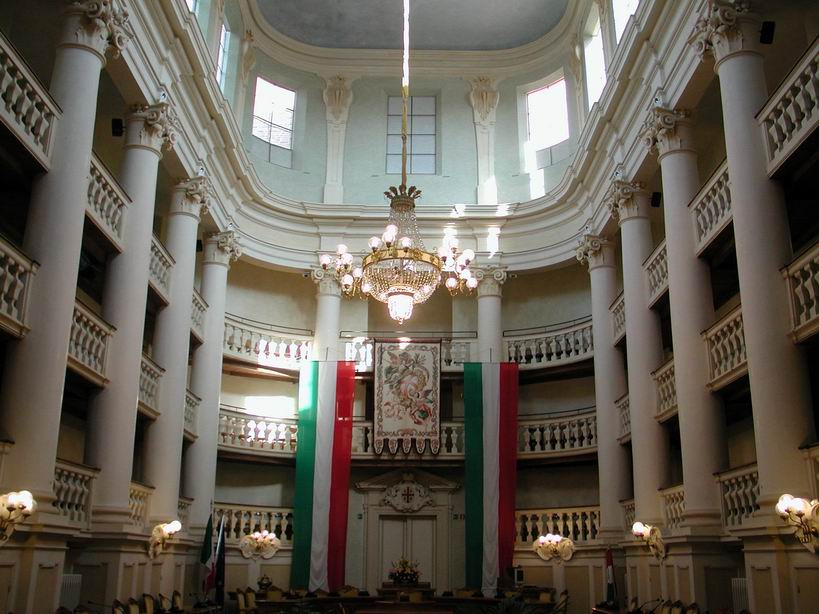
Salle du Tricolore.

## Administration
| Période                                  | Période     | Identité            | Étiquette | Qualité                                                    |
| ---------------------------------------- | ----------- | ------------------- | --------- | ---------------------------------------------------------- |
| 1987                                     | 1991        | Giulio Fantuzzi     | PCI       |                                                            |
| 1991                                     | 2004        | Antonella Spaggiari | PDS       |                                                            |
| 14 juin 2004                             | 4 juin 2013 | Graziano Delrio     | DL, PD    | Ministre pour les Autonomies locales à partir d'avril 2013 |
| 4 juin 2013                              | 26 mai 2014 | Ugo Ferrari         | PD        | Maire par intérim                                          |
| 26 mai 2014                              | En cours    | Luca Vecchi         | PD        |                                                            |
| Les données manquantes sont à compléter. |             |                     |           |                                                            |

### Hameaux
Le territoire communal est subdivisé en 4 circonscriptions, qui recoupent les hameaux des alentours. Auparavant, les hameaux étaient appelés « villa » (en italien frazione) et le sont encore parfois aujourd'hui, et à chacun correspondait une paroisse. Certaines de ces villas ont rejoint les quartiers urbains à la suite de la croissance de l'après-guerre (Ospizio, Santa Croce, San Pellegrino, San Prospero Strinati). Ce sont désormais des quartiers périphériques.
La liste des « villas » comprend les localités suivantes :
- Bagno
- Cadè
- Canali
- Castellazzo
- Cavazzoli
- Cella
- Codemondo
- Coviolo
- Fogliano
- Gaida
- Gavassa
- Gavasseto
- Mancasale
- Marmirolo
- Masone
- Massenzatico
- Ospizio
- Pieve Modolena
- Pratofontana
- Rivalta
- Roncadella
- Roncocesi
- Sabbione
- San Bartolomeo
- San Maurizio
- San Pellegrino
- San Prospero Strinati
- Santa Croce
- Sesso

### Communes limitrophes
Albinea (9 km), Bagnolo in Piano (7 km), Bibbiano (12 km), Cadelbosco di Sopra (6 km), Campegine (11 km), Casalgrande (17 km), Cavriago (8 km), Correggio 15 km), Montecchio Emilia (14 km), Quattro Castella (14 km), Rubiera (14 km), San Martino in Rio (13 km), Sant'Ilario d'Enza (15 km), Scandiano (14 km)

## Population
Habitants recensés

### Ethnies et minorités étrangères
Selon les données de l’Institut national de statistique (ISTAT) au 1er janvier 2011 la population étrangère résidente était de 28 856 personnes soit 17 % de la population.
Les nationalités majoritairement représentatives étaient :
| Pos. | Pays     | Population |
| ---- | -------- | ---------- |
| 1    | Albanie  | 3 579      |
| 2    | Maroc    | 3 240      |
| 3    | Chine    | 2 925      |
| 4    | Ukraine  | 2 166      |
| 5    | Roumanie | 2 069      |
| 6    | Ghana    | 2 040      |
| 7    | Égypte   | 1 623      |
| 8    | Moldavie | 1 445      |
| 9    | Tunisie  | 1 364      |
| 10   | Nigeria  | 1 108      |

### Jumelages
- Dijon (France)
- Chișinău (Moldavie)
- Kragujevac (Serbie)
- Cutro (Italie)
- Gérone (Espagne)
- Bydgoszcz (Pologne)
- Fort Worth (États-Unis)
- Schwerin (Allemagne)

## Économie
Industries mécaniques et mécatroniques; industries alimentaires (fromage Parmigiano-Reggiano, vins Lambrusco et Malvasia, prosciutto, vinaigre balsamique); industries textiles; céramiques.

## Éducation
Reggio est au centre d'une importante expérience éducative pour les enfants de 0 à 6 ans, selon les études du pédagogue Loris Malaguzzi, né et ayant vécu à Reggio. Reggio Children est un modèle bien connu et appliqué dans les écoles d'enfance en plusieurs pays du monde entier.
Dans la ville, on trouve des écoles de tous les degrés de l'instruction supérieure et  deux universités :
- l'université de Modène et de Reggio d'Émilie
- l'université de Bologne

## Sport
- Rugby Reggio Associazione Sportiva

La ville organise chaque année en juin un tournoi de tennis sur terre battue du circuit ATP Challenger Tour.
Le Tour d'Italie est arrivé 5 fois dans la ville de Reggio Emilia.
| Année | Vainqueur         |
| ----- | ----------------- |
| 1927  | Alfredo Binda     |
| 1967  | Luciano Maggini   |
| 1966  | Dino Zandegu      |
| 1983  | Alf Segersall     |
| 2001  | Pietro Caucchioli |

## Personnalités liées à la ville
- Jeanne Scopelli (1428-1491), carmélite, fondatrice du premier couvent de carmélites en Italie.
- Adelmo Fornaciari, dit Zucchero (chanteur)
- Ludovico Ariosto (poète)
- Vasco Ascolini (photographe)
- Mauro Baldi (pilote de Formule 1)
- Stefano Baldini (athlète)
- Hachim Mastour (footballeur)
- Khéphren Thuram (footballeur)
- Matteo Maria Boiardo (poète)
- Paolo Borciani (violoniste)
- Oreste Carpi (peintre)
- Ermanno Cavazzoni (écrivain)
- Luigi Ghirri (photographe)
- Luigi Lamberti (helléniste et homme politique).
- Luciano Ligabue (chanteur)
- Giovanni Paradisi (homme politique)
- Ludovico Parisetti (poète latin de la Renaissance)
- Franca Pilla (première dame d'Italie de 1999 à 2006, épouse de Carlo Azeglio Ciampi)
- Natale Prampolini (sénateur)
- Romano Prodi (homme politique)
- Serge Reggiani (artiste)
- Paolo da San Leocadio (peintre)
- Angelo Secchi (astronome)
- Lazzaro Spallanzani (biologiste)
- Ferruccio Tagliavini (ténor)
- Pier Vittorio Tondelli (écrivain)
- Romolo Valli (acteur)
- Giovanni Battista Venturi (physicien)
- Iva Zanicchi (chanteuse)
- Cesare Zavattini (écrivain)
- Carlo Zucchi (militaire)
- Benny Benassi (DJ, producteur)
- Luciano Cacciavillani (écrivain et compositeur)
- Carmen Zanti (femme politique)
- Vittorio Prodi (homme politique)